# Ángela María Aieta
Ángela María Aieta (Fuscaldo, 7 marzo 1920 – Oceano Atlantico, 5 agosto 1976) è stata un'attivista argentina. Considerata una martire della libertà argentina, era di origine italiana.

## Biografia
Emigrata in Argentina con la famiglia, fu sequestrata il 5 agosto del 1976 da una squadra di militari, mentre si trovava in casa con il marito Humberto Gullo. Fu portata all'ESMA, la scuola militare argentina trasformata dalla dittatura in un grande centro di detenzione clandestina. Angela Maria Aieta fu sequestrata a 56 anni perché combatteva per i diritti umani e perché era madre di Dante Gullo, all'epoca leader della Gioventù Peronista.
30mila desaparecidos, un solo processo: per Angela Maria Aieta e per Giovanni e Susanna Pegoraro. Lo storico processo Esma, dove il Governo Italiano si costituì parte civile e che permise l'apertura dei processi in Argentina dove all'epoca regnava ancora l'amnistia. Secondo le testimonianze emerse nel processo Esma, Angela Maria Aieta dopo il sequestro venne portata velocemente all'ESMA, in poco meno di un paio d'ore. Una volta arrivata, venne presa da un gruppo militare e portata in un piano sotterraneo, sequestrata e torturata per mesi. Un mercoledi di settembre, giorno dei "trasferimenti" fu sedata, fatta salire su un aereo militare e gettata nell'oceano attraverso i cosiddetti voli della morte che partivano ogni mercoledì dall'ESMA.
Angela Maria Aieta, come martire fuscaldese per la libertà dall'Argentina, ha avuto diversi riconoscimenti alla memoria in Italia: nel giorno della Memoria dell'Olocausto ebraico, scelto simbolicamente, il 27 gennaio 2007, il comune di Fuscaldo ha intitolato a lei la scuola elementare del paese. Per l'omicidio della Aieta è stato condannato all'ergastolo il militare Alfredo Astiz, uno dei più noti criminali della dittatura argentina.
Fonti: Testimonianze processo Esma http://24marzo.it/
Libri: Mai Più. Mai più. Dalle fosse ardeatine al Condor: la tutela dei diritti umani attraverso i processi. Di Giancarlo Maniga, a cura di Anna Maria De Luca. Edizioni Castelvecchi https://www.castelvecchieditore.com/prodotto/mai-piu/
Repubblica. Argentina, la morte di Dante Gullo "eroe" peronista della lotta alla dittatura e "cacciatore di utopie" https://www.repubblica.it/solidarieta/diritti-umani/2019/05/04/news/argentina-225470199/
https://www.repubblica.it/solidarieta/diritti-umani/2019/05/04/news/argentina-225470199/?fbclid=IwAR3ukx_V7yN2Cyk1qWHlhN5E8ga8u6TWbm_vsLF-SHcoCZjaDpJT7BIRXmI
RAI TGR Calabria https://www.rainews.it/tgr/calabria/notiziari/video/2019/05/ContentItem-c60a326b-beed-413c-bfe1-1b776e57f263.html?fbclid=IwAR3DFXbqmWSTfqaeMJu2bofPfNArQP3DBL_bmVIIb5DAHniyHNOj0c_bidE
Aska News Esteri: https://www.askanews.it/esteri/2019/05/06/argentina-morto-dante-gullo-eroe-della-lotta-alla-dittatura-pn_20190506_00185/
https://lacnews24.it/cronaca/morto-dante-gullo-leroe-argentino-figlio-di-immigrati-fuscaldesi_85975/
Repubblica. Un albero in memoria di Angela Maria Aieta https://www.repubblica.it/solidarieta/diritti-umani/2013/12/30/news/desaparesidos_un_albero_in_memoria_di_angela_maria_aieta_uccisa_in_argentina_dai_militari_golpisti-74816215/
Repubblica, Una mostra fotografica di Anna Maria De Luca sul processo Esma  https://www.repubblica.it/solidarieta/diritti-umani/2022/08/21/news/argentina_desaparecido-362440940/
In mostra le foto di Anna Maria De Luca https://www.classtravel.it/2022/08/24/esma%EF%BB%BF-in-mostra-le-foto-di-anna-maria-de-luca/
Il tempo dell'Attesa. Esposte per la prima volta al pubblico le foto del processo sui desaparecidos https://www.corrieredellacalabria.it/2022/08/23/il-tempo-dellattesa-esposte-per-la-prima-volta-al-pubblico-le-foto-del-processo-sui-desaparecidos/
Nel castello di Fiumefreddo la mostra fotografica Esmahttps://ildispaccio.it/agora/agora-cosenza/2022/08/23/fino-al-28-agosto-nel-castello-della-valle-di-fiumefreddo-bruzio-cs-esma-la-mostra-fotografia-di-anna-maria-de-luca/
Repubblica. Morto Massera https://www.repubblica.it/esteri/2010/11/08/news/argentina_massera-8899954/
Strilli, Angela Maria Aieta: una vita per la libertàhttps://www.strill.it/rubriche/storie/2009/08/angela-maria-aieta-una-vita-per-la-liberta/
La calabrese Angela Maria Aieta martire della libertà argentina https://www.famedisud.it/la-calabrese-angela-maria-aieta-martire-della-liberta-argentina/
Èmorto l'eroe argentino Dante Gullo https://www.lacnews24.it/cronaca/e-morto-dante-gullo-leroe-argentino-figlio-di-immigrati-fuscaldesi-e39s1cm7